# George Hall-Say
Geoffrey (George) Norman Edward Hall-Say, född 27 april 1864 i Bray, Berkshire, död 21 januari 1940 i Brighton, East Sussex, var en brittisk konståkare. Han kom trea vid olympiska spelen 1908 i London i herrarnas specialprogram.